# Hipismo nos Jogos Pan-Americanos de 1967
As competições de hipismo nos Jogos Pan-Americanos de 1967 foram realizadas em Winnipeg, no Canadá. Seis eventos concederam medalhas.

## Medalhistas
| Evento                            | Ouro                                             | Prata                               | Bronze                          |
| --------------------------------- | ------------------------------------------------ | ----------------------------------- | ------------------------------- |
| Saltos individual detalhes        | James Day CAN Canadá                             | Nelson Pessoa BRA Brasil            | Manuel Mendivil MEX México      |
| Saltos por equipes detalhes       | BRA Brasil                                       | USA Estados Unidos                  | CAN Canadá                      |
| Adestramento individual detalhes  | Kyra Downton USA Estados Unidos                  | Patricio Escudero CHI Chile         | Guillermo Squella CHI Chile     |
| Adestramento por equipes detalhes | CHI Chile                                        | USA Estados Unidos                  | CAN Canadá                      |
| CCE individual detalhes           | Michael Plumb (Plain Sailing) USA Estados Unidos | Norman Elder (Ranee Doe) CAN Canadá | Michael Page USA Estados Unidos |
| CCE por equipes detalhes          | USA Estados Unidos                               |                                     |                                 |

## Quadro de medalhas
| Ordem | País               | Medalha de ouro | Medalha de prata | Medalha de bronze |    |
| ----- | ------------------ | --------------- | ---------------- | ----------------- | -- |
| 1     | USA Estados Unidos | 3               | 2                | 1                 | 6  |
| 2     | CAN Canadá         | 1               | 1                | 2                 | 4  |
| 3     | CHI Chile          | 1               | 1                | 1                 | 3  |
| 4     | BRA Brasil         | 1               | 1                |                   | 2  |
| 5     | MEX México         |                 |                  | 1                 | 1  |
| TOTAL | TOTAL              | 6               | 5                | 5                 | 16 |

## Ligação externo
- Jogos Pan-Americanos de 1967